# Dicaelotus pentagonus
Dicaelotus pentagonus är en stekelart som först beskrevs av Thomson 1891.  Dicaelotus pentagonus ingår i släktet Dicaelotus och familjen brokparasitsteklar. Inga underarter finns listade i Catalogue of Life.